# Picuris
El pueblo de Picuris (tiwa P'iwwel) és una concentració de població designada pel cens dels Estats Units a l'estat de Nou Mèxic, habitada per la tribu ameríndia dels Picuris. Està situat a les elevacions occidentals de la Sierra de la Sangre de Cristo. És un dels Vuit Pueblos del Nord.

## Demografia
Segons el cens del 2010 hi havia 68 persones residint a Picuris. La densitat de població era de 57,08 hab./km². Dels 68 habitants, Picurís estava compost pel 7,35% blancs, el 88,24% eren amerindis i el 4,41% eren d'altres races i el 0% pertanyien a dos o més races. Del total de la població el 22,06% eren hispans o llatins de qualsevol raça.

## Història
El llogaret dels Picuris ha ocupat la seva ubicació actual des de l'any 750 CE. El poble Picuris habitava prèviament en una vila actualment coneguda com a Pot Creek a les terres de Taos.
L'explorador espanyol Juan de Oñate els va anomenar "pikuria" - els que pinten.

## Tribu
El Pueblo de Picuris són una tribu reconeguda federalment de cultura pueblo que viu a Nou Mèxic. La seva seu tribal és a Peñasco. El seu propi nom per a llur pueblo éis Pinguiltha, que vol dir "lloc dels guerrers de la muntanya" o "lloc de pas en la muntanya." Parlen el dialecte Picuris del tiwa septentrional, part de les llengües kiowa-tano. La seva llengua tenia uns 109 parlants el 1990. Els seus càrrecs tribals, dirigits per un governador tribal, són escollits cada dos anys.
En 1990, 147 dels 1.882 membres tribals registrats vivien al pueblo; però el seu nombre es va reduir a 86 en 2000. Segons dades de la BIA del 1995, hi havia 260 apuntats al rol tribal, però segons el cens dels Estats Units del 2000 hi havia enregistrats 323 individus.
En 1991, la tribu va obrir l'hotel de quatre estrelles Hotel Santa Fe i el restaurant Amaya Restaurant, especialitzat en cuina ameríndia, a Santa Fe (Nou Mèxic).
Picuris és conegut per la seva terrissa de mica. La diada és el 10 d'agost, festivitat de Sant Llorenç.

## Notables habitants de Picuris
- Anthony Durand (1956–2009), terrissaire
- Joseph Rael (b. 1935), dansaire cerimonial i autor xamanista

## Galeria

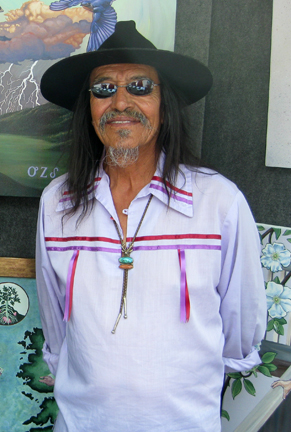
Gerald Nailor, Jr., Governador de Picuris
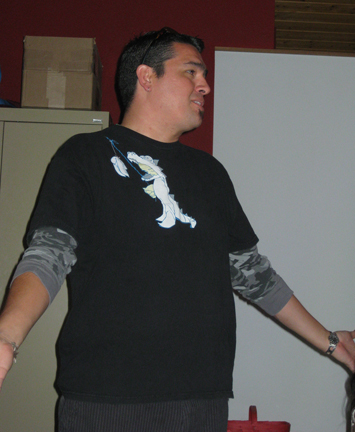
David Gaussoin, jouier Picuris
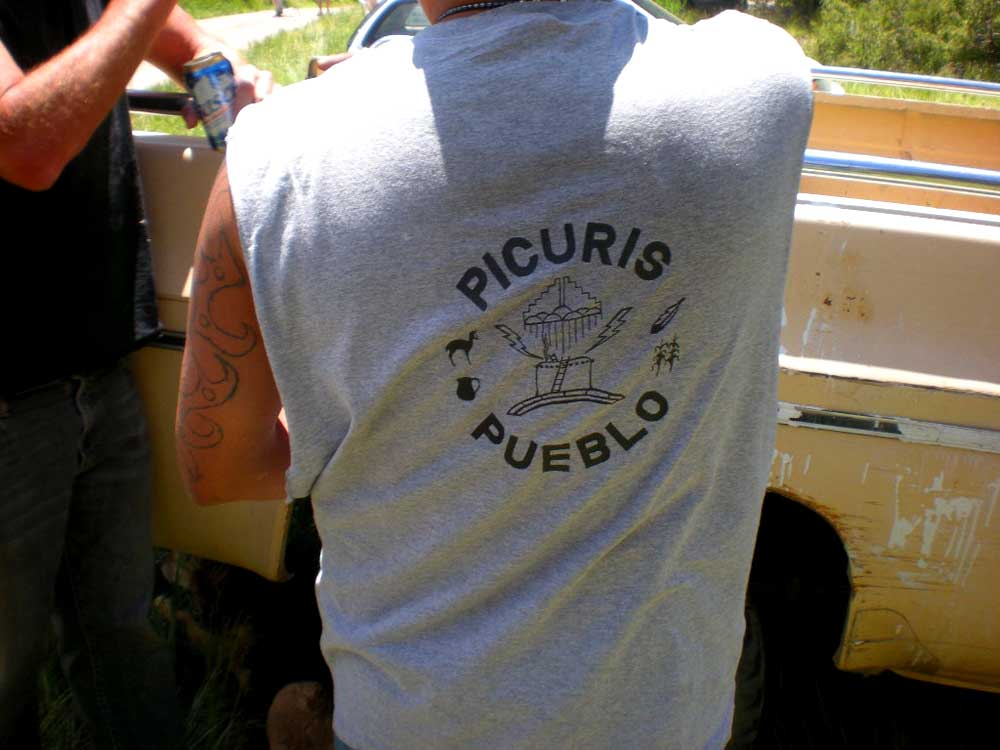
Joc de pilota a Picuris
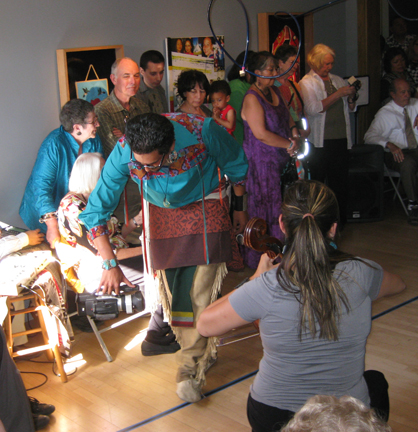
Obra de Wayne Gaussoin (Picuris), Museum of Contemporary Native Art, Santa Fe, NM, 2009